# Win Min Than
Win Min Than est un nom birman ; les principes des noms et prénoms ne s'appliquent pas ; U et Daw sont des titres de respect.
Win Min Than (birman : ဝင်းမင်းသန်), née le 30 novembre 1932 à Rangoun (Raj britannique), est une actrice birmane connue pour son rôle dans le film de 1954, La Flamme pourpre.

## Biographie
Win Min Than née le 30 novembre 1932 à Rangoun — qui est alors intégré au Raj britannique — d'un membre du gouvernement d'origine australienne et d'une mère birmane. Lors de l'invasion de la Birmanie par les troupes japonaises, sa famille fuit vers l'Inde. En 1951, elle est envoyée par sa famille à Londres pour apprendre le ballet mais elle finit par revenir en Birmanie.
En 1954, elle est repérée par un ami du réalisateur Robert Parrish qui la fait tourner dans son film de guerre La Flamme pourpre aux côtés de Gregory Peck. Ce sera son seul rôle. Ses scènes romantiques sont saluées par Variety en 1955 sous ces termes : « Par la suite, des scènes très tendres se déroulent dans un village voisin où Peck entame une nouvelle relation amoureuse avec Win Min Than, une beauté birmane exotique mais discrète (Subsequently there are some very tender scenes played in a neighbouring village community in which Peck begins a new romantic entanglement with Win Min Than, an exotic yet restrained Burmese beauty). ». Elle part pour les États-Unis en 1955 pour faire la promotion du film mais malgré les nombreuses offres qu'elle reçoit, elle les refusent toutes et retourne en Birmanie.

## Filmographie
- 1954 : La Flamme pourpre de Robert Parrish : Anna